# Vinayakia
Vinayakia — викопний рід проайлюринових котів з трьома видами: Vinayakia nocturna, Vinayakia intermedia та Vinayakia sarcophaga. Усі три види засновані на скам'янілостях, зібраних із міоценових формацій Нагрі та Чінджі Сівалікс в Індії та Пакистані.

## Історія та найменування
Рід Vinayakia був виділений британським палеонтологом Гаєм Еллкоком Пілігримом у 1932 році для двох однаково нових видів: Vinayakia nocturna, типовий вид, і Vinayakia sarcophaga. V. nocturna було описано на основі правої гілки нижньої щелепи (GSI-D 221), зібраної з формації Нагрі за дві милі на північний схід від Кадірпура в районі Атток Соляного хребта. Додаткова скам'янілість, часткова права верхня щелепа (GSI-D 218), зібрана поблизу Бахітти в районі Джелум Соляного хребта, також була описана та віднесена до виду. V. sarcophaga базувався на пов'язаних лівій і правій верхніх щелепах (GSI-D 217), зібраних Вінаяком Рао з формації Чіндзі на південь від Котал-Кунда в районі Джелум. Назва роду Vinayakia вшанована Рао Бахадуром М. Вінаяком Бао, колегою Pilgrim, на знак вдячності за його роботу зі скам'янілостями Сіваліка; етимології назв видів не надано.
Третій вид, Vinayakia intermedia, був описаний у 1963 році на основі скам'янілостей з формації Нагрі в районі Харітальянгар.

## Опис
Пілігрим описав V. nocturna як надзвичайно велику кішку, середню за розміром між тигром і леопардом, а V. sarcophaga як подібну за розміром до V. nocturna.

## Класифікація
Пілігрим висунув теорію, що Вінаякія представляє аберантну лінію, що походить від Proailurus, з V. sarcophaga предком V. nocturna. Крім того, він вважав Mellivorodon palaeindicus прямим, дегенеративним нащадком Вінаякії, і пов'язував з Вінаякію інший екземпляр GSI-D 220, фрагмент верхнього першого моляра, який він описав у тій же статті як невизначену котячу, через те, що він подібний за формою до еквівалентних зубів у Proailurus, але збігається за розміром з V. nocturna. Він класифікував Vinayakia як частину підродини котячих Proailurinae.
Едвін Колберт у 1935 році дотримувався класифікації Пілігріма Vinayakia як проайлурину, але вважав рід «мало цінним» через фрагментарну природу скам'янілостей.